# Caleb Shomo
Caleb Joshua Shomo (1 de dezembro de 1992) é um músico e produtor americano. Ele foi ex-vocalista da banda de metalcore americana Attack Attack! e proprietário do Studio Records, em Columbus, Ohio. Atualmente é vocalista da banda Beartooth.

## Carreira musical

### DJ Club (2007–2009)
Shomo tinha um projeto solo chamado DJ Club, em 2009, e lançou uma música chamada "All That I'm About", gravada com Max Green e Craig Mabbitt do Escape the Fate. O Álbum de estreia do Attack Attack! Someday Came Suddenly, possui uma faixa chamada "Interlude" que foi inicialmente escrita sob o nome do DJ Club um ano antes.

### Attack Attack! (2008–2013)
Shomo entrou para o Attack Attack! no início de 2008 aos 15 anos, tocando teclado e sintetizador nas músicas "Stick Stickly", "People's Elbow", "Dr. Shavargo Pt. 2", "Party Foul" e "What Happens If I Can't Check My MySpace When We Get There? "em seu primeiro EP If Guns Are Outlawed, Can We Use Swords?, e co-produziu o EP. O primeiro álbum do Attack Attack! Someday Came Suddenly foi lançado em 11 de novembro de 2008 e é considerado um do melhores álbuns de electronicore.
No mesmo ano, Austin Carlile deixou a banda e Nick Barham (ex-vocalista do For All We Know) o substituiu. Barham depois decidiu deixar a banda em outubro de 2009, e a banda decidiu que Shomo iria ser o novo vocalista.
O segundo álbum do Attack Attack! tem Johnny Franck nos vocais limpos com Shomo realizando os vocais berrados. Mais tarde, Franck decidiu deixar a banda para iniciar um novo projeto. Depois a banda lançou uma edição de luxo de seu álbum auto-intitulado, que contém 4 músicas novas com Shomo como o vocalista principal, realizando gritos e vocais limpos.
Em dezembro de 2011, a banda anunciou o lançamento de seu novo álbum intitulado This Means War (álbum de Attack Attack!), que foi lançado em 17 de janeiro de 2012. Foi totalmente produzido por Shomo tanto como em vocais limpos e berrados e no manuseio das faixas de programação.
Em 2012, Shomo afirmou em turnê que ele estava se sentindo deprimido e suicida, mas ele estava melhor e tentando lutar contra a depressão.

## Discografia
Attack Attack!
- Someday Came Suddenly (Rise, 2008)
- Attack Attack! (Rise, 2010)
- This Means War (Rise, 2012)

Solo
- All That I'm About (Com Max Green e Craig Mabbitt, 2009)

Colaborações
- Dead Weight (Música da banda My Ticket Home (Rise Records), 2010)
- Shadow Stalker (Música da banda Legend (Rise Records), 2010)
- Masses of a Dying Breed (Música da banda Miss May I (Rise Records), 2010)
- The Solitary Life (Música da banda In Fear And Faith (Rise Records), 2011)
- I Like Your Style Kid (Música da banda The Words We Use, 2011)
- Ascension (Música da banda I Am Abomination (Good Fight Music), 2011)
- I Made A Song On Garage Band And All I Got Was A Lousy Record Deal (Música da banda City Lights (InVogue Records), 2011)
- Live Fast, Die Beautiful (Música da banda Escape The Fate (Eleven Seven Music), 2012)
- Make Me Believe It (Música da banda Dead Rabbitts, 2012)

## Produção discográfica
| Ano  | Artista            | Titúlo do Álbum                          | Gravadora    | Créditos                                            | Data de Lançamento    |
| ---- | ------------------ | ---------------------------------------- | ------------ | --------------------------------------------------- | --------------------- |
| 2012 | Sylar              | por anunciar - EP                        | Auto Lançado | Produtor, Engenheiro, Masterizador, Mixador         | por anunciar 2012     |
| 2012 | The Dead Rabbitts  | Edge of Reality - EP                     | Auto Lançado | Produtor, Mixador                                   | 19 de outubro de 2012 |
| 2012 | My Ticket Home     | To Create a Cure                         | Rise Records | Produtor, Mixador                                   | 31 de janeiro de 2012 |
| 2011 | Attack Attack!     | This Means War                           | Rise Records | Produtor                                            | 17 de janeiro de 2012 |
| 2011 | My City, My Secret | This Gift Is a Curse (Single)            | Auto Lançado | Produtor, Masterizador, Mixador                     | 7 de novembro de 2011 |
| 2011 | The Words We Use   | I Like Your Style, Kid (Single)          | Auto Lançado | Produtor, Masterizador, Mixador                     | 19 de agosto de 2011  |
| 2011 | Attack Attack!     | Attack Attack! (edição de luxo)          | Rise Records | Produtor, Masterizador, Mixador (Com John Feldmann) | 19 de julho de 2011   |
| 2010 | Attack Attack!     | Attack Attack!                           | Rise Records | Co-Produtor (Com Joey Sturgis)                      | 8 de junho de 2010    |
| 2008 | Attack Attack!     | If Guns Are Outlawed, Can We Use Swords? | Auto Lançado | Co-Produtor (Com Bobby Leonard)                     | 2008                  |